# Esclerosis del cristalino
En oftalmología, se usa la expresión esclerosis del cristalino, para describir la rigidez y endurecimiento que aparece en el núcleo del cristalino de forma natural a edades medias y avanzadas, especialmente después de los 60 años. Este fenómeno es responsable en parte de la dificultad que existe a estas edades para enfocar adecuadamente los objetos cercanos, trastorno que se conoce como presbicia o vista cansada. También provoca una mínima disminución de la transparencia del cristalino que no es progresiva y no disminuye de forma significativa la agudeza visual.

## Concepto de esclerosis
En medicina se define la esclerosis como el endurecimiento anómalo de un órgano o de un tejido que se hace más denso y seco, con menor contenido de agua. Puede aparecer en casi todos los órganos, Si afecta al oído se habla de otoesclerosis, cuando está presente en las arterias se llama arterioesclerosis y si aparece en el cristalino, se designa como esclerosis del cristalino.

## Discusión
El término esclerosis del cristalino, no describe en realidad una enfermedad o patología ocular, sino un proceso natural del envejecimiento. La terminología puede inducir a confusión con el tipo más frecuente de catarata que es la catarata nuclear, por afectar al núcleo del cristalino, que a veces se designa como esclerosis nuclear del cristalino. Este tipo de catarata no debe confundirse con la esclerosis o endurecimiento del cristalino que consiste básicamente en que este pierde su flexibilidad y se hace rígido, no pudiendo cambiar de forma para hacer posible el enfoque de objetos cercanos.